# Championnat d'Europe de vitesse par équipes féminin (juniors)
Le Championnat d'Europe de vitesse par équipes féminin juniors est le championnat d'Europe de vitesse par équipes organisé annuellement par l'Union européenne de cyclisme pour les cyclistes âgées de 17 et 18 ans. Le championnat organisé depuis 2008, a lieu dans le cadre des championnats d'Europe de cyclisme sur piste juniors et espoirs.

## Palmarès
| Année | Or                                                                                | Argent                                                                    | Bronze                                                              |
| ----- | --------------------------------------------------------------------------------- | ------------------------------------------------------------------------- | ------------------------------------------------------------------- |
| 2008  | Pologne Kornelia Maczka Aleksandra Drejgier                                       | France Magali Baudacci Olivia Montauban                                   | Russie Viktoria Baranova Elena Melnichenko                          |
| 2009  | France Laurie Berthon Olivia Montauban                                            | Pologne Aleksandra Drejgier Dominika Żukowska                             | Allemagne Christina Konsulke Charlott Arndt                         |
| 2010  | Russie Ekaterina Gnidenko Anastasiia Voinova                                      | Allemagne Charlott Arndt Christina Konsulke                               | Italie Sara Consolati Giulia Donato                                 |
| 2011  | Russie Anastasiia Voinova Tamara Balabolina                                       | Grande-Bretagne Victoria Williamson Jessica Crampton                      | Pologne Dominika Borkowska Urszula Los                              |
| 2012  | Russie Daria Shmeleva Lidiya Pluzhnikova                                          | Grande-Bretagne Lucy Garner Dannielle Khan                                | Pays-Bas Elis Ligtlee Tamar Vedder                                  |
| 2013  | Russie Tatiana Kiseleva Ekaterina Rogovaya                                        | Allemagne Doreen Heinze Lisa Klein                                        | Belgique Nicky Degrendele Catherine Wernimont                       |
| 2014  | Allemagne Doreen Heinze Emma Hinze                                                | Russie Tatiana Kiseleva Anna Kozinova                                     | Belgique Nicky Degrendele Catherine Wernimont                       |
| 2015  | Allemagne Emma Hinze Pauline Grabosch                                             | Italie Elena Bissolati Miriam Vece                                        | Russie Kseniya Bogoyavlenskaya Olga Goncharova                      |
| 2016  | Pays-Bas Hetty van de Wouw Steffie van der Peet                                   | Italie Martina Fidanza Gloria Manzoni                                     | Grande-Bretagne Lauren Bate-Lowe Sophie Capewell                    |
| 2017  | Russie Polina Vashenko Yana Tyshchenko Kseniia Andreeva                           | Allemagne Emma Götz Lea Friedrich                                         | Grande-Bretagne Georgia Hilleard Lauren Bate-Lowe                   |
| 2018  | Russie Kseniia Andreeva Yana Tyshchenko Anna Dozhdeva                             | Lituanie Viktorija Šumskytė Arūnė Savičiūtė                               | Pologne Paulina Petri Nikola Sibiak                                 |
| 2019  | Pologne Nikola Seremak Nikola Wielowska                                           | Grande-Bretagne Emma Finucane Charlotte Robinson                          | Allemagne Christina Sperlich Alessa-Catriona Pröpster               |
| 2020  | Pologne Joanna Błaszczak Natalia Nieruchalska Nikola Wielowska                    | Italie Valentina Basilico Sara Fiorin Gaia Tormena                        | Russie Varvara Blagodarova Elizaveta Krechkina Elizaveta Bogomolova |
| 2021  | Russie Alina Lysenko Elizaveta Krechkina Elizaveta Bogomolova Varvara Blagodarova | Grande-Bretagne Jade Hopkins Iona Moir Rhian Edmunds                      | Allemagne Lara-Sophie Jäger Clara Schneider Stella Müller           |
| 2022  | Allemagne Lara-Sophie Jäger Clara Schneider Stella Müller                         | Tchéquie Anna Jaborníková Sára Peterková Michaela Poulová                 | Pologne Natalia Kaczmarczyk Eliza Rabażyńska Natalia Głowacka       |
| 2023  | Grande-Bretagne Sarah Johnson Viorica Georgette Rand Anna Whitworth Hay           | Allemagne Anastasia Kuniß Bente Lürmann Anne Slosharek                    | Italie Beatrice Bertolini Vittoria Grassi Carola Ratti              |
| 2024  | Allemagne Anastasia Kuniß Amy Weber Emilia Waterstradt                            | Pologne Natalia Walecka Paulina Hojka Weronika Skrzyńska Matylda Głowacka | Italie Erja Giulia Bianchi Siria Trevisan Matilde Cenci             |
| 2025  | Italie Matilde Cenci Siria Trevisan Rebecca Fiscarelli Agata Campana              | Allemagne Amy Weber Lara Colberg Emilia Waterstradt                       | Belgique Lore Wolfs Julie Geers Zita Gheysens                       |